# Focus-WTV
Focus en WTV zijn regionale televisiezenders uit de Belgische provincie West-Vlaanderen.

## Geschiedenis
In 1993 werden de zenders opgericht door Roularta Media Group onder impuls van Rik De Nolf en Leo Claeys. WTV (West-Vlaamse Televisie) startte op 1 februari 1993 in Kuurne en rekent het zuiden van West-Vlaanderen tot haar zendgebied. Focus startte op 1 september datzelfde jaar in Jabbeke en spitst zich toe op het noorden van de provincie.
Kort na de oprichting kochten zakenman Aimé Desimpel en de drukkerijgigant Mercator Press (o.l.v. Marc Adriaen en Frank Bogaert) elk 25% aandelen over. Deze overname zorgde voor heel wat commotie binnen Roularta omdat Mercator Printing Group een feitelijke concurrent was en zij hun identiteit pas na de handelstransactie bekend maakten.
In september 2002 verhuisden Focus en WTV naar Roeselare waar de exploitatiemaatschappij Regionale Media Maatschappij (RMM) de faciliteiten voor beide zenders ging verzorgen. Deze holding, eigendom van Roularta (50%), Focus vzw (25%) en WTV (25%), overkoepelde naast de televisiezenders ook het productiebedrijf Picstory. Beide redacties behielden elk hun eigen journaal, maar belangrijke grensoverschrijdende items werden uitgewisseld.
In 2010 stelde RMM bijna 80 mensen te werk, maar vanaf 2011 ging het financieel moeilijker. Na het vertrek van algemeen directeur Dirk Vanhegen nam Siegfried De Cuyper die taak ad interim op zich tot Nick Demey werd aangesteld op 2 mei 2016. Beide zenders hadden toen een wekelijks bereik van 420.000 kijkers. Een klein jaar later werd Demey vervangen door interim manager Stephan Adriaenssens van een ploeg van 61 werknemers. In 2019 werden zeven werknemers aan de deur gezet (de vierde ontslagronde in tien jaar) waarna er nog 50 overbleven.
In maart 2020 raakte bekend dat Roularta Media Group haar RMM aandeel van 50% te koop zette. Op dat moment had Focus-WTV een dagelijks bereik van 300.000 kijkers.
Sindsdien heeft WTV 75% van de aandelen van RMM, Focus nog 25%. De zenders zitten sinds 2002 samen in West-Wing Business Park Roeselare. Maar vzw Focus tv overweegt om terug te keren naar hun rootsgemeente Jabbeke, waarbij de NV AcTVty de faciliteiten zou verzorgen. Dit zijn de gebroeders Coullier die aan de wieg stonden van Focus Televisie Noord-West-Vlaanderen in 1993. Er zou wel een vorm van samenwerking/uitwisseling blijven voor de nieuwsuitzendingen.

## Redactie
Verschillende journalisten en televisiefiguren zoals Rani De Coninck en Mathias Sercu begonnen hun carrière bij deze lokale zenders.

### WTV
| Periode          | Hoofdredactie |                                                  |
| ---------------- | ------------- | ------------------------------------------------ |
| 1993-2000        | Johan Persyn  | eerste nieuwslezer, kwam van de VRT Nieuwsdienst |
| ?-?              | Jan Gheysen   |                                                  |
| ?-eind 2008      | Wim De Meyer  | met omweg via VTM                                |
| maart 2009-heden | Bart Coopman  | sinds 2000 sportredacteur                        |

- 1992-?: Jessie De Caluwe
- 1992-1997: Marleen Vanhecke
- 1992-1994: Kris Borgraeve
- 1992-1995: Diederik Decraene, eindredacteur, nieuwslezer
- Martin De Jonghe (Lucien van achter 't nieuws)
- 1995-2009: Geert Houck, nieuwslezer
- ?-heden: Andy Debo
- ?-heden: Ben Storme
- ?-heden: Kate Baert
- 2002 - 2016: Mieke Dumont, nieuwslezer
- 2003-heden: Jeroen Vercruysse
- 2009-heden: Tijs Neirynck, nieuwslezer
- 2009-heden: Davy Vercamer
- 2016-2023: Nicolas Staelens
- 2021-heden: Kjenta Vangampelaere, nieuwslezer

### Focus
| Periode   | Hoofdredactie      |                                                  |
| --------- | ------------------ | ------------------------------------------------ |
| 1993-1994 | Tony Van den Bosch | eerste nieuwslezer, kwam van de VRT Nieuwsdienst |
| ?-2023    | Frank Gevaert      |                                                  |

- 1993-?: Tony Van den Bosch
- 1993-2023: Frank Gevaert (hoofdredacteur)
- 1993-?: Brigitte Balfoort
- 1993-?: Jan Smekens
- 1993-?: Barends Leyts[9]
- 1994-1997: Karl Vannieuwkerke
- ?-1999: Caroline Van den Berghe
- 2003-heden; Lorenzo Dejonghe (quizmaster Kwistet, presentator Alles Goed, camerajournalist )
- ?-heden: Aline Declercq
- ?-heden: Bernard Vanneuville
- ?-heden: Jeroen Sap
- ?-heden: Karl Vandenberghe
- ?-heden: Nathalie Dewulf
- ?-heden: Stefaan Kerger
- ?-heden: Ann-Sofie Sabbe, nieuwslezer
- 2018 - 2021: Ken Pieters[10]
- 2023 - heden: Jens Lemant, nieuwslezer